# Wallfahrtskapelle Maria, Mutter Europas

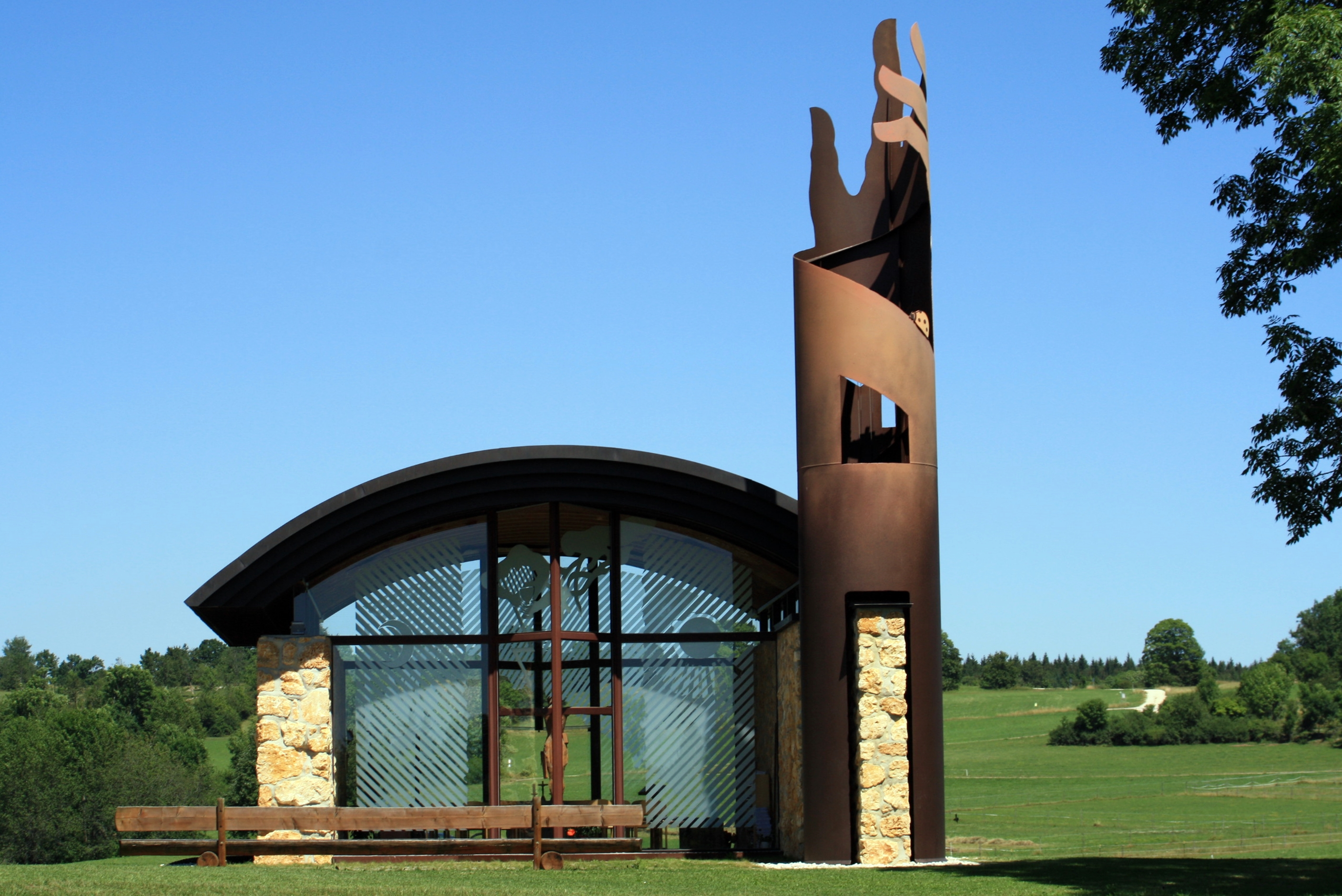
Wallfahrtskapelle Maria, Mutter Europas

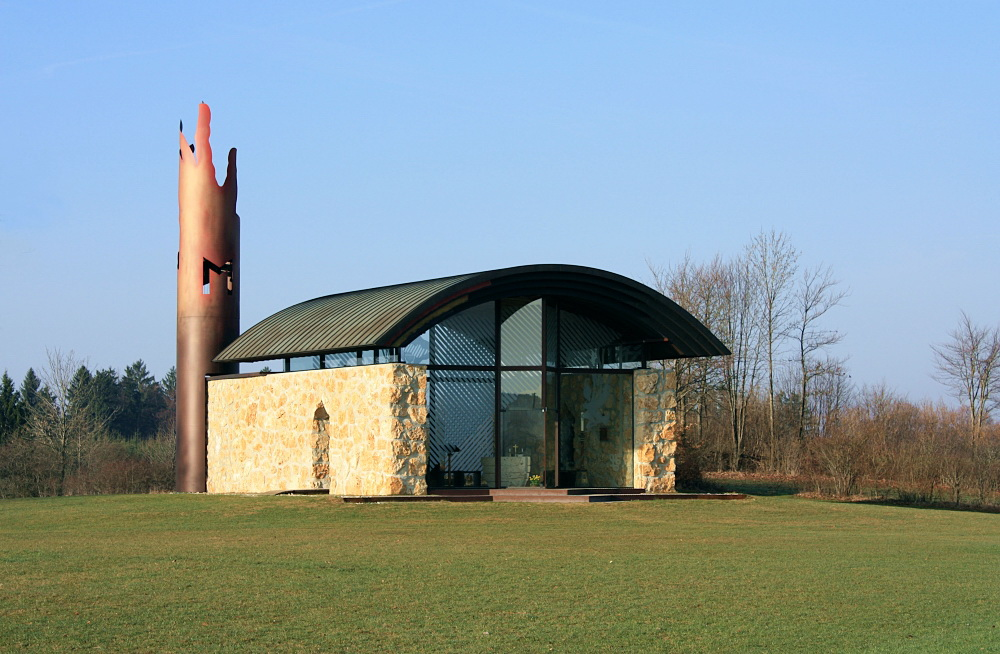
Ansicht

Die katholische Wallfahrtskapelle Maria, Mutter Europas ist ein Kirchengebäude im Gnadenweiler auf dem Großen Heuberg, oberhalb von Bärenthal, einer Gemeinde im Landkreis Tuttlingen (Baden-Württemberg).

## Geschichte und Architektur
Das Entstehen des Wallfahrtsortes und der Kapelle verdankt sich weithin der Initiative des Beuroner Mönchs und langjährigen Pfarrers von Bärenthal Pater Notker Hiegl OSB. Der Entwurf ist von Helmut Lutz. Am 9. Juni 2007 wurde die Kapelle durch Bischof em. Viktor Josef Dammertz OSB von Augsburg geweiht. Das kupferne Regenbogendach wird von zwölf Balken getragen, die auf die zwölf Stämme Israels hinweisen sollen. Das Dach ist eine Arbeit der Werkstatt Stöhr aus Meßkirch, es ist zwölf Meter breit. Die zwölf Apostel finden sich in den zwölf Stühlen wieder, die paarweise den Innenraum umgeben. Der Turm trägt statt einer Spitze eine Hand im Flehens-Gestus, der die Sehnsucht der Schöpfung nach Erlösung ausdrückt. Das Gebäude selbst versinnbildlicht die Arche Noah und ist über drei große Treppenstufen aus Holz erschlossen.

## Ausstattung

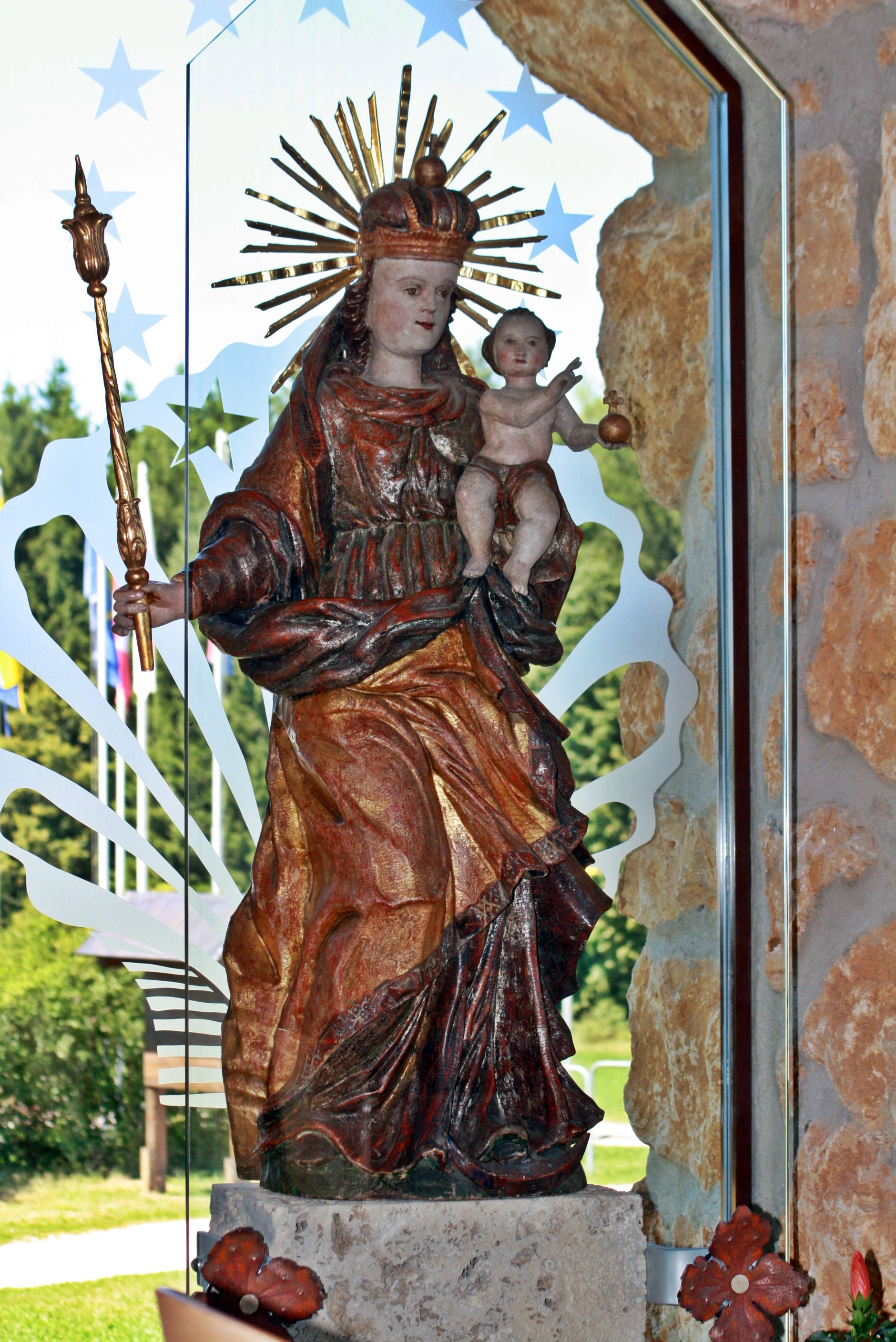
Maria, Mutter Europas, spätbarocke Marienfigur

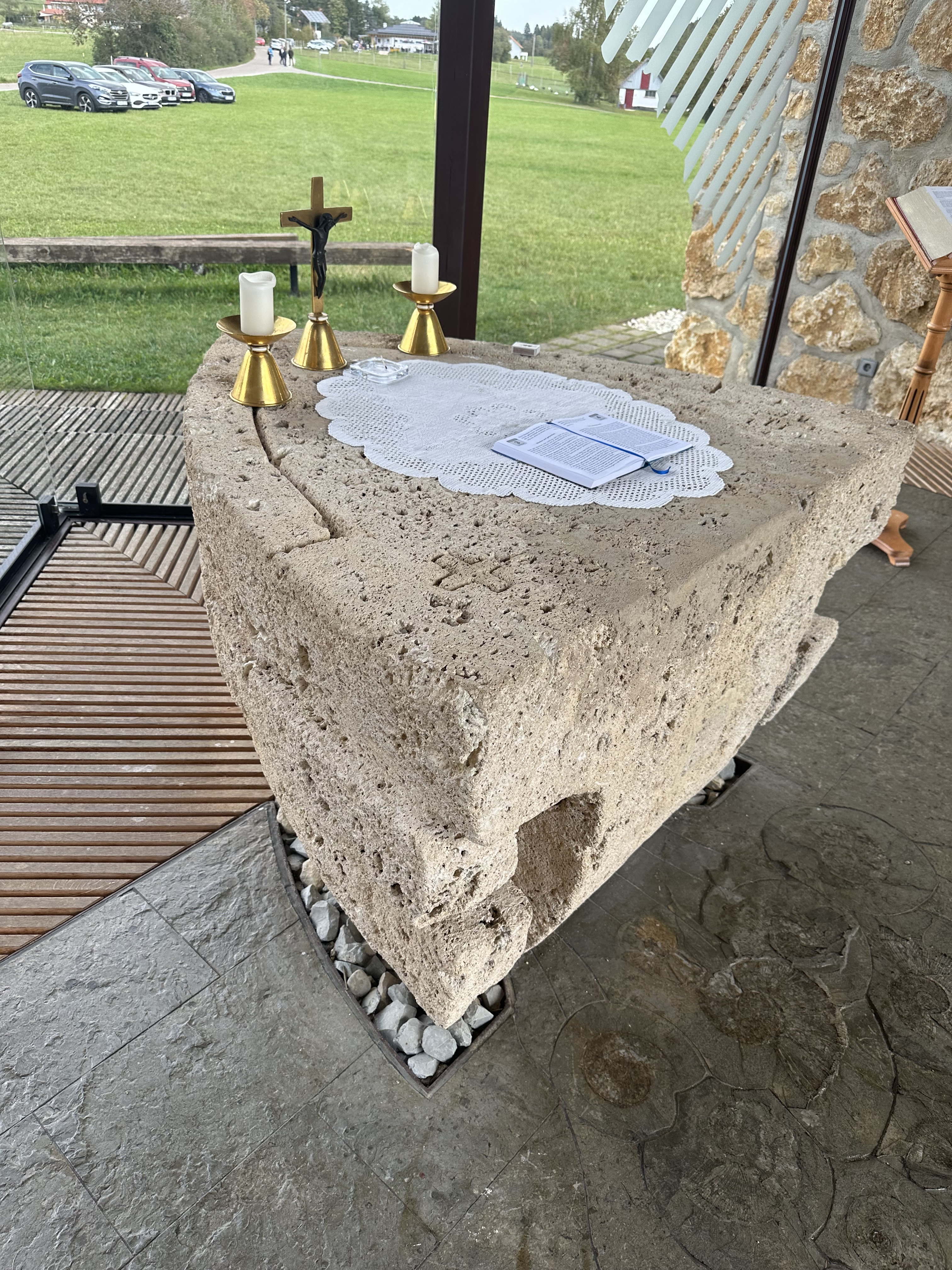
Altar

- Die barocke Muttergottesfigur ist etwa 125 cm hoch, sie stammt aus der Schweiz. Die Arbeit aus der Zeit um 1750 ist in Gestalt und Fassung ursprünglich erhalten. Das Gesicht der Maria soll deren Jungfräulichkeit zeigen, das Jesuskind sitzt in majestätischer Pose, als Herr auf dem linken Arm seiner Mutter.[4]
- Der Korpus des gekreuzigten Jesus ist überlebensgroß, er wurde in der Zeit von 1895 bis 1900 von der Kunstwerkstätte Marmon in Sigmaringen angefertigt. Diese leimte verschiedene Holzteile zusammen und schnitzte den Körper leicht an. Im Lendentuch sind an beiden Seiten noch die ursprünglichen Vierkanthölzer zu sehen. Der Korpus lagerte lange Jahre auf einem Dachboden, der Künstler Helmut Lutz bearbeitete ihn dann weiter. Das Kantholz an der rechten Seite wurde zu einer Tasche umgeschnitzt, in die Wallfahrende ihre Fürbitten einwerfen können. An den Torso fügte Lutz Arme aus Metall an, sie enthalten Tiere und Pflanzen aus der Region wie eine Ringelnatter, einen Vogel oder eine Maus. Die Nägel in den Händen sind als Silberdisteln dargestellt.[5]
- Die Muttergottesstatue wurde am 24. Dezember 2006 von Walter Kardinal Kasper gesegnet.[6]
- Der Altar in Form eines Schiffsbugs wurde von Willi Bucher aus Bärenthaler Tuffstein gehauen. Im Altargrab ist eine Reliquie der seligen Kreuzschwester Ulrika Nisch, ein Samtbeutel, der Päckchen mit Erde aus allen Orten mit dem Namen Bärenthal enthält, und eine Urkunde eingemauert. Die Beinreliquie befindet sich in einer Kapsel, die mit weißem Sand ausgekleidet ist, sie ist von sieben Bernsteinen umgeben.[7]
- Das Deckenbild ist Teil des Gnadenstuhls. Die Dreifaltigkeit Gottes zeigt die Hände von Gott-Vater, denen der Heilige Geist als Taube entfliegt. Der dritte Person der Dreifaltigkeit ist im Gekreuzigten dargestellt.
- Der Tabernakel wurde 1956 von Bruder Paulin Cordell OSB, einem Goldschmied der Erzabtei Beuron angefertigt, die Entwürfe stammen von Ansgar Dreher. Die Tür zeigt einen großen Bergkristall, von dem Strahlenbündel ausgehen. 2007 wurde die Tür durch eine Tafel mit roter Fassung überhöht, die mit Gründonnerstags- und Karfreitagsmotiven ziseliert ist.